# Cryptonatica operculata
Cryptonatica operculata is een slakkensoort uit de familie van de Naticidae. De wetenschappelijke naam van de soort is voor het eerst geldig gepubliceerd in 1885 door Jeffreys.